# Thor Vilhjálmsson
Thor Vilhjálmsson, född 12 augusti 1925 i Edinburgh i Skottland, död 2 mars 2011, var en isländsk författare och översättare.
Thor Vilhjálmssons författardebut kom 1950 med Maðurinn er alltaf einn, som är en novellsamling. Han fick 1988 motta Nordiska rådets litteraturpris för romanen Gråmossan glöder. Handlingen är förlagd till 1800-talet på Island, och historien byggs runt en kriminalhistoria.